# Chatyń
Chatyń (biał. Хатынь; ros. Хатынь) – dawna wieś i uroczysko na Białorusi, w obwodzie mińskim, w rejonie łohojskim.
22 marca 1943 roku, w czasie II wojny światowej, Niemcy i ich ukraińscy kolaboranci doszczętnie spalili Chatyń, mordując od 149 do 156 mieszkańców. Masakra ta stała się symbolem zbrodni popełnionych przez niemieckich okupantów na Białorusi. Od 1965 roku w Chatyniu funkcjonuje miejsce pamięci z kompleksem monumentalnych pomników, które upamiętniają zarówno ofiary popełnionej tam zbrodni, jak i mieszkańców innych białoruskich wsi zniszczonych podczas pacyfikacji niemieckich w latach 1941–1944.

## Historia

### Do 1943 roku
Pierwsze wzmianki o Chatyniu pochodzą z połowy XVI wieku. Wieś nosiła wtedy nazwę Chotyń i była własnością rodu Tyszkiewiczów. Jej nazwa pochodzi prawdopodobnie od słowa „chata”.
W 1794 roku w Chatyniu konsekrowano unicką cerkiew pod wezwaniem Narodzenia Bogarodzicy. W 1839 roku została ona przejęta przez duchowieństwo prawosławne i przemianowana na cerkiew Narodzenia Przenajświętszej Bogarodzicy.
W drugiej połowie XIX wieku wieś należała pod względem administracyjnym do powiatu borysowskiego (drugi stan policyjny – łohojski, trzeci okręg sądowy – ziębiński).
Po traktacie ryskim Chatyń znalazł się w granicach Białoruskiej SRR. W latach 1924–1927 należał do sielsowietu kamieńskiego w rejonie ziembińskim w okręgu borysowskim. Później włączono go do rejonu pleszczanickiego. Od 1938 roku znajdował się w granicach obwodu mińskiego. Kolektywizacją został objęty dopiero w 1935 roku. Wszedł wtedy w skład kołchozu, który obejmował także sąsiednie Mokrodź, Ławoszę i Sieliszcze.
Chatyń był pierwotnie szlacheckim zaściankiem, jednakże na skutek rewolucji rosyjskiej i późniejszej kolektywizacji uległ niemal całkowitej białorutenizacji. Według spisu ludności z 1926 roku tylko czterech mieszkańców przyznawało się do narodowości polskiej.

### Pacyfikacja wsi
22 marca 1943 roku na szosie między Łohojskiem a Pleszczenicami sowieccy partyzanci urządzili zasadzkę na kolumnę samochodową kolaboracyjnego 118. batalionu Schutzmannschaft. W walce zginęło pięciu Niemców i Ukraińców, a trzech innych zostało rannych. Jednym z zabitych był kpt. Hans Woellke.
Jeszcze tego samego popołudnia ukraińscy policjanci ze 118. batalionu Schutzmannschaft, wsparci przez pododdziały SS-Sonderbataillon „Dirlewanger”, spacyfikowali Chatyń, w którym ukryła się część partyzantów. Wieś doszczętnie spalono, mordując od 149 do 156 mieszkańców, w większości starców, kobiety i dzieci. Większość ofiar została zapędzona do stodoły, a następnie spalona żywcem. Ocalało tylko sześć osób. Masakrą kierował por. Hryhorij Wasiura.

## Kompleks memorialny

### Budowa i odsłonięcie

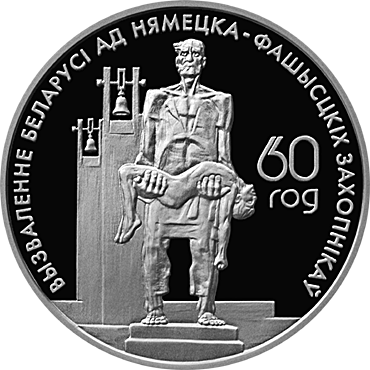
Ofiary faszyzmu. 60 lat wyzwolenia Białorusi od niemiecko-faszystowskich okupantów – białoruska srebrna 20-to rublowa moneta pamiątkowa z 2004 przedstawiająca pomnik w Chatyniu

Przez ponad dwie dekady masakra w Chatyniu pozostawała zapomniana. Początkowo jej ofiary upamiętniono trzema krzyżami. Później zostały one zastąpione niewielkim obeliskiem z gwiazdą. W lipcu 1964 roku na uroczysku chatyńskim odsłonięto pomnik „Rozpaczająca matka” (Cкорбящая мать).
Sytuacja zmieniła się w połowie lat. 60., kiedy to nowy pierwszy sekretarz Komunistycznej Partii Białorusi Piotr Maszerau postanowił zbudować tożsamość sowieckiej Białorusi wokół heroicznej opowieści o walkach partyzanckich w czasie II wojny światowej. 17 stycznia 1966 roku prezydium Komitetu Centralnego KPB podjęło decyzję o utworzeniu w Chatyniu filii Białoruskiego Państwowego Muzeum Historii Wielkiej Wojny Ojczyźnianej. Zarządzono jednocześnie budowę tam okazałego kompleksu memorialnego. 
W marcu 1966 roku został ogłoszony konkurs na projekt założenia przestrzenno-pomnikowego. Rozstrzygnięto go w 1967 roku, przyznając pierwszą nagrodę projektowi przygotowanemu przez zespół architektów w składzie: Jurij Grabow, Walentin Zankowicz, Leonid Lewin. Na zaproszenie autorów swój wkład do projektu upamiętnia wniósł później także rzeźbiarz Siergiej Sielichanow. Pierwszy sekretarz Maszerau na każdym etapie okazywał duże zainteresowanie postępami w realizacji upamiętnienia w Chatyniu.
Uroczyste odsłonięcie kompleksu memorialnego nastąpiło 5 lipca 1969 roku z udziałem delegacji z innych republik związkowych ZSRR, delegacji zagranicznych oraz weteranów. Uroczystości rozpoczęły się na pl. Zwycięstwa w Mińsku, gdzie do specjalnej latarni przeniesiono ogień z płonącego tam „Wiecznego Płomienia”. Następnie latarnia – transporterem opancerzonym, w asyście delegacji honorowych – została zawieziona do Chatynia, gdzie odbyła się dalsza część uroczystości.

### Wygląd

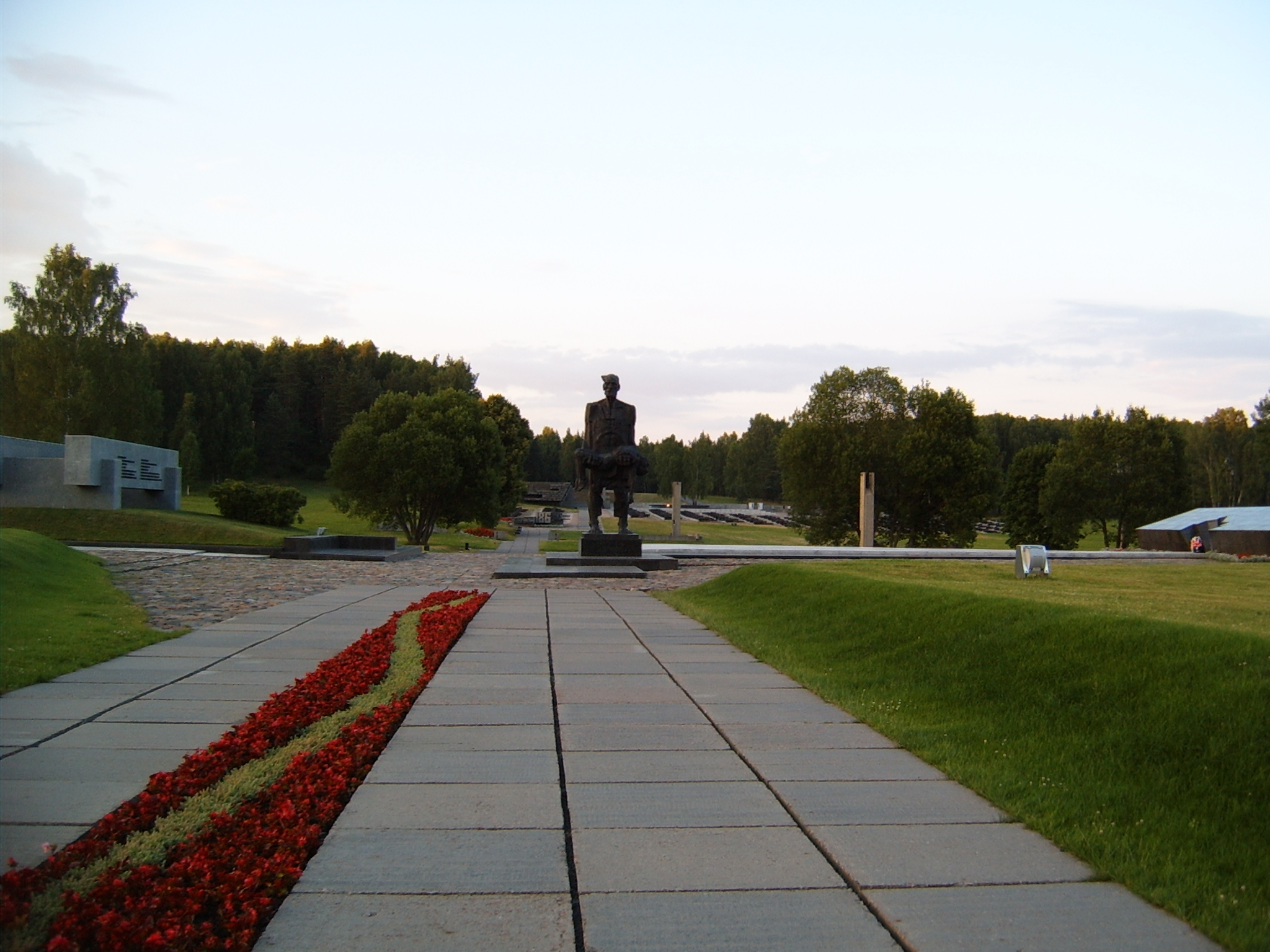
Widok w kierunku głównego pomnika chatyńskiego

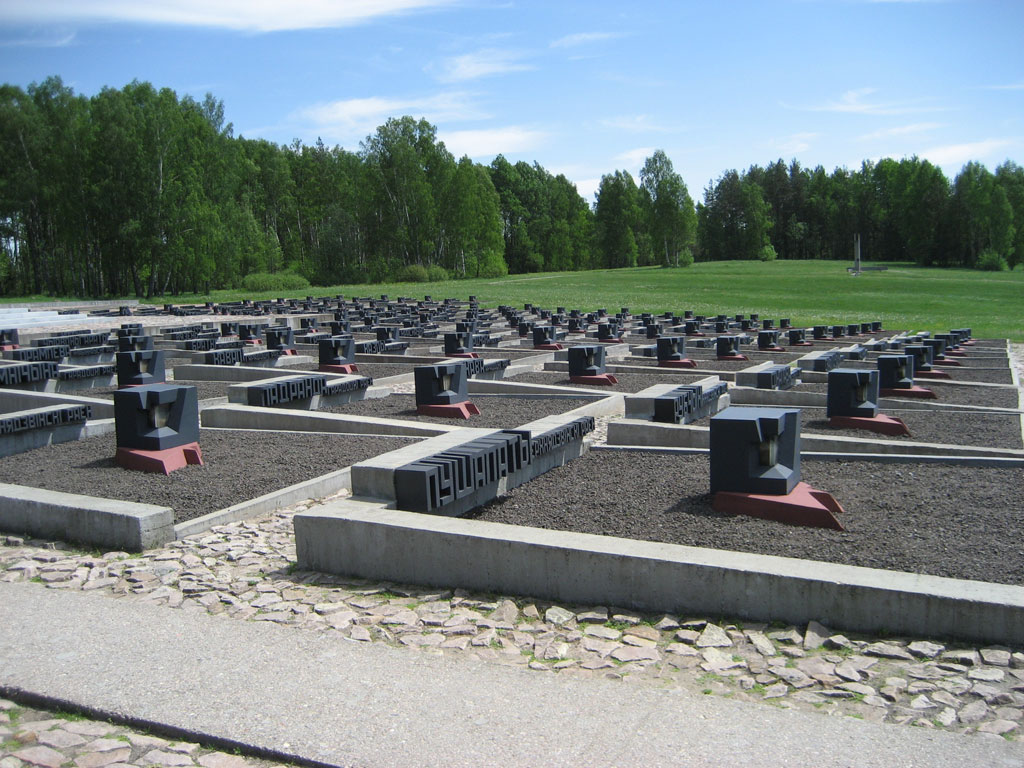
Chatyń – symboliczne groby spalonych wsi na Białorusi, których mieszkańcy zostali zamordowani przez hitlerowców

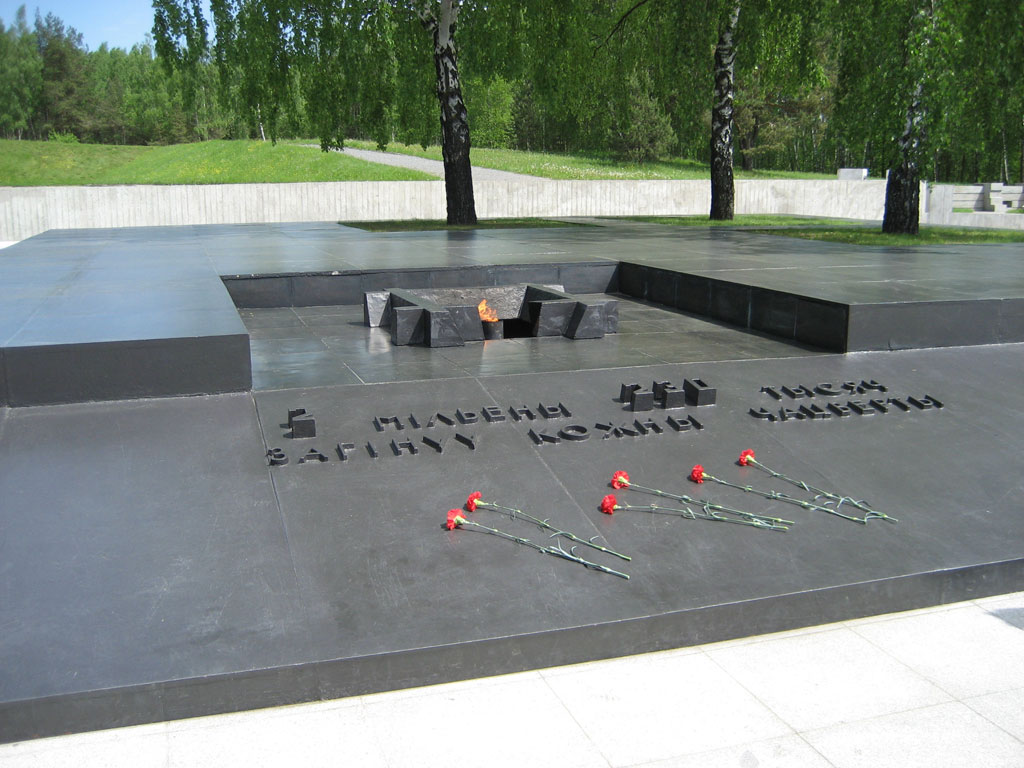
Wieczny płomień pamięci i symboliczne brzozy, inskrypcja głosi: „2 miliony 230 tysięcy. Zginął co czwarty”

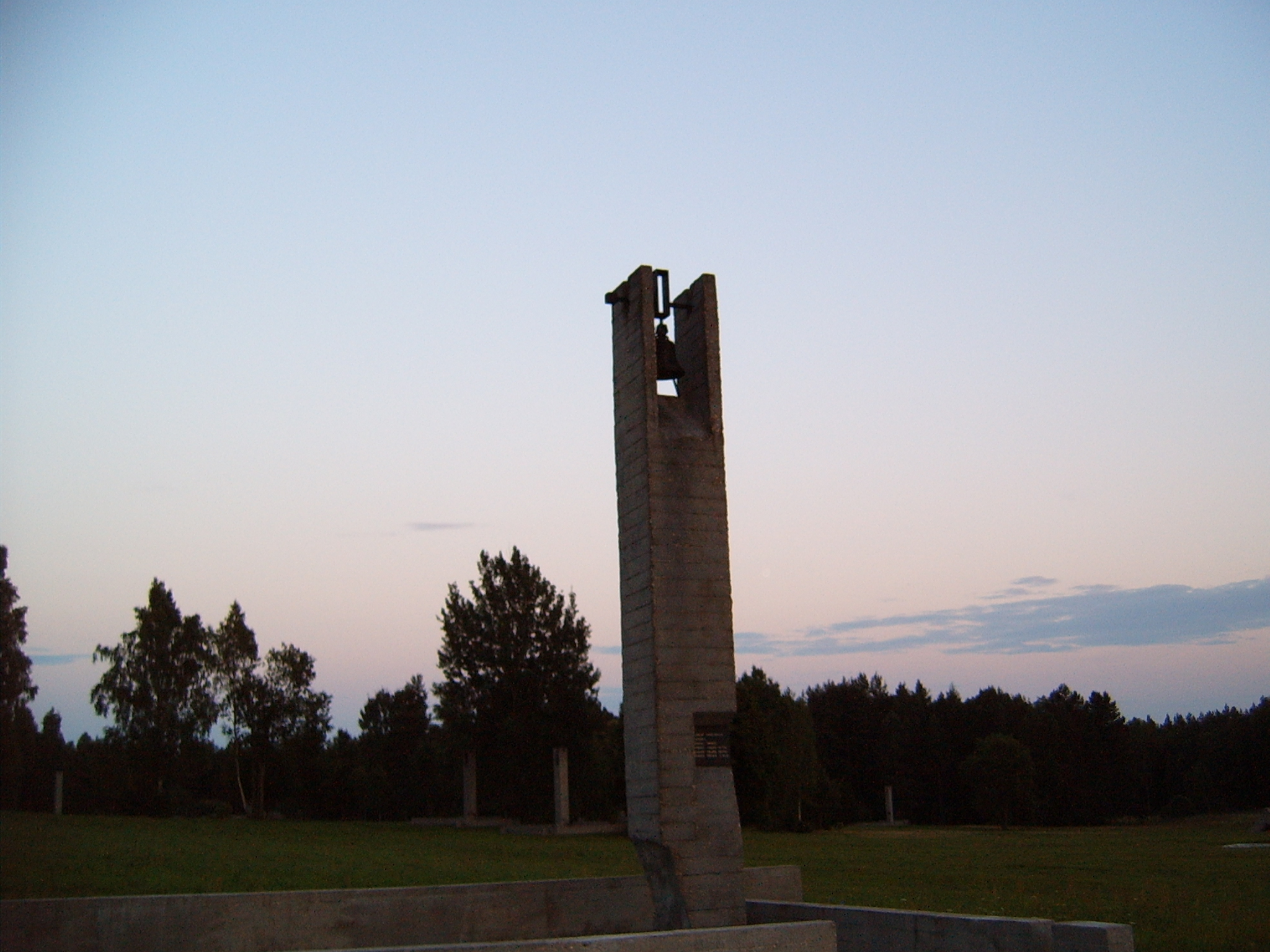
Jeden z „dzwonów pamięci” w kształcie komina, wzniesiony w miejscu spalonego domu

Kompleks memorialny reprezentuje styl modernistyczny. Otwiera go wykonana z brązu, wysoka na 6,1 metra, rzeźba „Niepokonany człowiek” (Непокорённый человек), która przedstawia mężczyznę trzymającego martwego chłopca na rękach. Mężczyzną tym jest Józef Kaminski (Іосіф Камінскі/Иосиф Каминский) – wiejski kowal o polskich korzeniach, który w czasie masakry stracił żonę i czwórkę dzieci.
Miejsce po każdym z 26 domów upamiętniono symbolicznym fundamentem. Stoją nad nimi obeliski zwieńczone dzwonami, które symbolizują kominy spalonych chat. Dzwony odzywają się pojedynczo co 30 sekund, co symbolizuje fakt, że w czasie II wojny światowej co pół minuty ginął jeden mieszkaniec Białorusi.
Kolejnym elementem kompleksu jest płyta, w której płonie „wieczny płomień pamięci” i na której widnieje inskrypcja o treści:

2 miliony 230 tysięcy. Zginął co czwarty

Przy rogach płyty, w wycięciach marmurowych, zasadzono trzy brzozy. Przy czwartym rogu nie ma drzewa, co symbolizuje śmierć co czwartego mieszkańca Białorusi w czasie II wojny światowej. Zwiedzający, chcąc odczytać inskrypcję na płycie pomnikowej, muszą się schylić i w ten sposób oddać pokłon pomordowanym.
Po jednej ze stron kompleksu znajduje się ściana pamięci z 66 niszami, które upamiętniają 66 obozów utworzonych przez okupantów niemieckich na ziemi białoruskiej. Po drugiej stronie znajduje się symboliczny „Cmentarz wsi” (Кладбище деревень). Każda ze znajdujących się tam mogił upamiętnia jedną zniszczoną przez Niemców białoruską wioskę. W każdej z mogił znajduje się urna z ziemią zebraną w miejscu danej masakry.
Per Anders Rudling zwraca uwagę na różnice występujące między kompleksem memorialnym w Chatyniu a pomnikami ofiar Zagłady Żydów, które wzniesiono w czasach ZSRR (np. w Babim Jarze pod Kijowem). O ile bowiem w przypadku tych ostatnich konsekwentnie unikano odniesień do narodowości ofiar, o tyle pomniki w Chatyniu niosą ze sobą nie tylko uniwersalne, antywojenne przesłanie, lecz kładą również nacisk na podkreślenie martyrologii narodu białoruskiego.

## Pamięć i odniesienia w kulturze

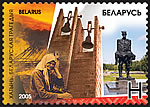
Chatyń. Białoruska tragedia – znaczek pocztowy z 2005

Do zbrodni w Chatyniu nawiązał białoruski pisarz Alaksandr Adamowicz w powieści Хатынская аповесць („Opowieść chatyńska”) z 1973 roku, którą w Polsce wydano pod tytułem Narodzona w płomieniu (1975). Ukazano ją również w dramacie wojennym Idź i patrz z 1985 roku (reż. Elem Klimow).
Wśród przywódców państw, którzy odwiedzili miejsce pamięci w Chatyniu, byli m.in. Richard Nixon, Fidel Castro, Jiang Zemin, Rajiv Gandhi i Urho Kekkonen.
W 2003 roku kompleks memorialny w Chatyniu został zrewitalizowany. Po 2015 roku jego ranga została jednak de facto obniżona, czego głównym przejawem było przeniesienie poziomu jego zarządzania ze szczebla ogólnokrajowego na regionalny, a w konsekwencji m.in. zmniejszenie jego finansowania. Zdaniem niemieckiej badaczki Kristiane Janeke prezydent Alaksandr Łukaszenka miejsce priorytetowe w białoruskiej polityce historycznej przyznał kompleksowi memorialnemu w miejscu byłego obozu zagłady w Małym Trościeńcu, co może wynikać z faktu, że powstał on za jego rządów.

## Kontrowersje
Masakra w Chatyniu urosła do rangi symbolu niemieckich zbrodni popełnionych na okupowanej Białorusi. Zdaniem niektórych historyków i publicystów wybór Chatynia przez władze ZSRR na miejsce pamięci ofiar II wojny światowej, spośród wielu podobnie zniszczonych miejscowości Białorusi, był motywowany względami politycznymi. Rzeczywistym celem miało być bowiem – dzięki zbieżności fonetycznej nazw Katyń i Chatyń – przyćmienie pamięci o zbrodni NKWD w Katyniu (w angielskiej transkrypcji z cyrylicy nazwy te różnią się jedną literą: Khatyn i Katyn).
Do chwili obecnej we wszystkich rosyjskich podręcznikach historii jest wspominana zbrodnia w Chatyniu. Była ona nagłaśniana również na arenie międzynarodowej, na przykład poprzez włączanie odwiedzin miejsca pamięci w Chatyniu do programu oficjalnych wizyt państwowych (m.in. podczas wizyty Richarda Nixona w ZSRR w 1974 roku). Wizyty w Chatyniu były ponadto elementem wycieczek organizowanych w czasach ZSRR przez państwowe biuro podróży „Intourist”, a także przez podobne biura z innych krajów bloku wschodniego. Rosyjska historyczka Natalia Lebiediewa zwracała uwagę:

Spośród kilku tysięcy rzeczywiście zniszczonych białoruskich wsi przez faszystów na budowę pomnika wybrano osiedle o podobnej nazwie – Chatyń, jak gdyby starając się na zawsze powiązać w świadomości ludzi zbrodnię katyńską z niemieckimi najeźdźcami.

Nie znaleziono jednak żadnych jednoznacznych dowodów w postaci relacji, wspomnień bądź dokumentów z archiwów sowieckich władz państwowych i partyjnych lub aparatu bezpieczeństwa, które mogłyby potwierdzić tę teorię. Jedyną przesłanką przemawiającą na jej korzyść są zbieżności fonetyczne nazw Katyń i Chatyń. Faktem jest ponadto, że pod względem liczby ofiar Chatyń nie może być uznany za miejsce największej niemieckiej zbrodni – nie tylko w skali całej Białorusi, lecz nawet na Łohojszczyźnie.